# 佩德拉斯阿尔塔斯
佩德拉斯阿尔塔斯是巴西南大河州的一个市镇。总面积1376.694平方公里，总人口2546人，人口密度1.8人/平方公里。